# National Hockey League 2007-2008
La stagione 2007-2008 è stata la 90ª edizione della National Hockey League, la 91ª considerando la stagione del lockout. La stagione regolare iniziò il 29 settembre 2007 per poi concludersi il 6 aprile 2008, mentre i playoff di Stanley Cup terminarono il 19 maggio 2008. Nel quadro degli scontri fra le division delle due Conference la Northeast giocò contro la Pacific, la Pacific contro l'Atlantic, l'Atlantic contro la Northwest, la Northwest contro la Southeast, la Southeast contro la Central e la Central contro la Northeast. Il 29 ed il 30 settembre 2007 si disputarono le prime due partite nella storia della NHL in Europa, presso la The O2 di Londra. Entrambe le partite videro come protagonisti i campioni in carica della Stanley Cup degli Anaheim Ducks, ed i Los Angeles Kings. Il 1º gennaio si disputò la prima edizione dell'NHL Winter Classic fra Buffalo Sabres e Pittsburgh Penguins. Gli Atlanta Thrashers ospitarono l'NHL All-Star Game presso la Philips Arena il 27 gennaio 2008. La finale di Stanley Cup finì il 4 giugno con la vittoria dei Detroit Red Wings contro i Pittsburgh Penguins per 4-2.

## Squadre partecipanti
- Anaheim Ducks
- Atlanta Thrashers
- Boston Bruins
- Buffalo Sabres
- Calgary Flames
- Carolina Hurricanes
- Chicago Blackhawks
- Colorado Avalanche
- Columbus Blue Jackets
- Dallas Stars
- Detroit Red Wings
- Edmonton Oilers
- Florida Panthers
- Los Angeles Kings
- Minnesota Wild

- Montreal Canadiens
- Nashville Predators
- New Jersey Devils
- New York Islanders
- New York Rangers
- Ottawa Senators
- Philadelphia Flyers
- Phoenix Coyotes
- Pittsburgh Penguins
- San Jose Sharks
- St. Louis Blues
- Tampa Bay Lightning
- Toronto Maple Leafs
- Vancouver Canucks
- Washington Capitals

## Pre-season

### NHL Entry Draft
L'Entry Draft si tenne fra il 22 ed il 23 giugno 2007 presso la Nationwide Arena di Columbus, nell'Ohio. I Chicago Blackhawks nominarono come prima scelta assoluta il giocatore statunitense Patrick Kane. Altri giocatori rilevanti all'esordio in NHL furono James van Riemsdyk, Kyle Turris, Thomas Hickey e Logan Couture.

## Stagione regolare

### Classifiche
= Qualificata per i playoff,       = Primo posto nella Conference,       = Vincitore del Presidents' Trophy, ( ) = Posizione nella Conference

#### Eastern Conference
Northeast Division
|    |                          | PG | V  | S  | OTS | GF  | GS  | PT  |
| -- | ------------------------ | -- | -- | -- | --- | --- | --- | --- |
| 1. | Montreal Canadiens (1)   | 82 | 47 | 25 | 10  | 262 | 222 | 104 |
| 2. | Ottawa Senators (7)      | 82 | 43 | 31 | 8   | 261 | 247 | 94  |
| 3. | Boston Bruins (8)        | 82 | 41 | 29 | 12  | 212 | 222 | 94  |
| 4. | Buffalo Sabres (10)      | 82 | 39 | 31 | 12  | 255 | 242 | 90  |
| 5. | Toronto Maple Leafs (12) | 82 | 36 | 35 | 11  | 234 | 260 | 83  |

Atlantic Division
|    |                         | PG | V  | S  | OTS | GF  | GS  | PT  |
| -- | ----------------------- | -- | -- | -- | --- | --- | --- | --- |
| 1. | Pittsburgh Penguins (2) | 82 | 47 | 27 | 8   | 247 | 216 | 102 |
| 2. | New Jersey Devils (4)   | 82 | 46 | 29 | 7   | 206 | 197 | 99  |
| 3. | New York Rangers (5)    | 82 | 42 | 27 | 13  | 213 | 199 | 97  |
| 4. | Philadelphia Flyers (6) | 82 | 42 | 29 | 11  | 248 | 233 | 95  |
| 5. | New York Islanders (13) | 82 | 35 | 38 | 9   | 194 | 243 | 79  |

Southeast Division
|    |                          | PG | V  | S  | OTS | GF  | GS  | PT |
| -- | ------------------------ | -- | -- | -- | --- | --- | --- | -- |
| 1. | Washington Capitals (3)  | 82 | 43 | 31 | 8   | 242 | 231 | 94 |
| 2. | Carolina Hurricanes (9)  | 82 | 43 | 33 | 6   | 252 | 249 | 92 |
| 3. | Florida Panthers (11)    | 82 | 38 | 35 | 9   | 216 | 226 | 85 |
| 4. | Atlanta Thrashers (14)   | 82 | 34 | 40 | 8   | 216 | 272 | 76 |
| 5. | Tampa Bay Lightning (15) | 82 | 31 | 42 | 9   | 223 | 267 | 71 |

#### Western Conference
Northwest Division
|    |                        | PG | V  | S  | OTS | GF  | GS  | PT |
| -- | ---------------------- | -- | -- | -- | --- | --- | --- | -- |
| 1. | Minnesota Wild (3)     | 82 | 44 | 28 | 10  | 223 | 218 | 98 |
| 2. | Colorado Avalanche (6) | 82 | 44 | 31 | 7   | 231 | 219 | 95 |
| 3. | Calgary Flames (7)     | 82 | 42 | 30 | 10  | 229 | 227 | 94 |
| 4. | Edmonton Oilers (9)    | 82 | 41 | 35 | 6   | 235 | 251 | 88 |
| 5. | Vancouver Canucks (11) | 82 | 39 | 33 | 10  | 213 | 215 | 88 |

Central Division
|    |                            | PG | V  | S  | OTS | GF  | GS  | PT  |
| -- | -------------------------- | -- | -- | -- | --- | --- | --- | --- |
| 1. | Detroit Red Wings (1)      | 82 | 54 | 21 | 7   | 257 | 184 | 115 |
| 2. | Nashville Predators (8)    | 82 | 41 | 32 | 9   | 230 | 229 | 91  |
| 3. | Chicago Blackhawks (10)    | 82 | 40 | 34 | 8   | 239 | 235 | 88  |
| 4. | Columbus Blue Jackets (13) | 82 | 34 | 36 | 12  | 193 | 218 | 80  |
| 5. | St. Louis Blues (14)       | 82 | 33 | 36 | 13  | 205 | 237 | 79  |

Pacific Division
|    |                        | PG | V  | S  | OTS | GF  | GS  | PT  |
| -- | ---------------------- | -- | -- | -- | --- | --- | --- | --- |
| 1. | San Jose Sharks (2)    | 82 | 49 | 23 | 10  | 222 | 193 | 108 |
| 2. | Anaheim Ducks (4)      | 82 | 47 | 27 | 8   | 205 | 191 | 102 |
| 3. | Dallas Stars (5)       | 82 | 45 | 30 | 7   | 242 | 207 | 97  |
| 4. | Phoenix Coyotes (12)   | 82 | 38 | 37 | 7   | 214 | 231 | 83  |
| 5. | Los Angeles Kings (15) | 82 | 32 | 43 | 7   | 231 | 266 | 71  |

### Statistiche

#### Classifica marcatori
La seguente lista elenca i migliori marcatori al termine della stagione regolare.

| Giocatore          | Squadra             | PG | G  | A  | Pt  | +/- | MP |
| ------------------ | ------------------- | -- | -- | -- | --- | --- | -- |
| Aleksandr Ovečkin  | Washington Capitals | 82 | 65 | 47 | 112 | +28 | 40 |
| Evgeni Malkin      | Pittsburgh Penguins | 82 | 47 | 59 | 106 | +16 | 78 |
| Jarome Iginla      | Calgary Flames      | 82 | 50 | 48 | 98  | +27 | 37 |
| Pavel Dacjuk       | Detroit Red Wings   | 82 | 31 | 66 | 97  | +41 | 20 |
| Joe Thornton       | San Jose Sharks     | 82 | 29 | 67 | 96  | +18 | 59 |
| Henrik Zetterberg  | Detroit Red Wings   | 75 | 43 | 49 | 92  | +30 | 34 |
| Vincent Lecavalier | Tampa Bay Lightning | 81 | 40 | 52 | 92  | -17 | 89 |
| Jason Spezza       | Ottawa Senators     | 76 | 34 | 58 | 92  | +26 | 66 |
| Daniel Alfredsson  | Ottawa Senators     | 70 | 40 | 49 | 89  | +15 | 34 |
| Il'ja Koval'čuk    | Atlanta Thrashers   | 79 | 52 | 35 | 87  | -12 | 52 |

#### Classifica portieri
La seguente lista elenca i migliori portieri al termine della stagione regolare.

| Giocatore              | Squadra               | PG | Min     | V  | S  | OTS | GS  | SO | Sv%  | MGS  |
| ---------------------- | --------------------- | -- | ------- | -- | -- | --- | --- | -- | ---- | ---- |
| Chris Osgood           | Detroit Red Wings     | 43 | 2048:53 | 27 | 9  | 4   | 84  | 4  | .914 | 2.09 |
| Jean-Sébastien Giguère | Anaheim Ducks         | 58 | 3310:19 | 35 | 17 | 6   | 117 | 4  | .922 | 2.12 |
| Evgenij Nabokov        | San Jose Sharks       | 77 | 4560:56 | 46 | 21 | 8   | 163 | 6  | .910 | 2.14 |
| Dominik Hašek          | Detroit Red Wings     | 41 | 2350:04 | 27 | 10 | 3   | 84  | 4  | .902 | 2.14 |
| Martin Brodeur         | New Jersey Devils     | 77 | 4635:03 | 44 | 27 | 6   | 168 | 4  | .920 | 2.17 |
| Henrik Lundqvist       | New York Rangers      | 72 | 4304:48 | 37 | 24 | 10  | 160 | 10 | .912 | 2.23 |
| Pascal Leclaire        | Columbus Blue Jackets | 54 | 2986:27 | 24 | 17 | 6   | 112 | 9  | .919 | 2.25 |
| Niklas Bäckström       | Minnesota Wild        | 58 | 3408:38 | 33 | 13 | 8   | 131 | 4  | .920 | 2.31 |
| Marty Turco            | Dallas Stars          | 62 | 3628:31 | 32 | 21 | 6   | 140 | 3  | .909 | 2.31 |
| Cristobal Huet         | Montreal Canadiens    | 52 | 3048:53 | 32 | 14 | 6   | 118 | 4  | .920 | 2.32 |

## Playoff

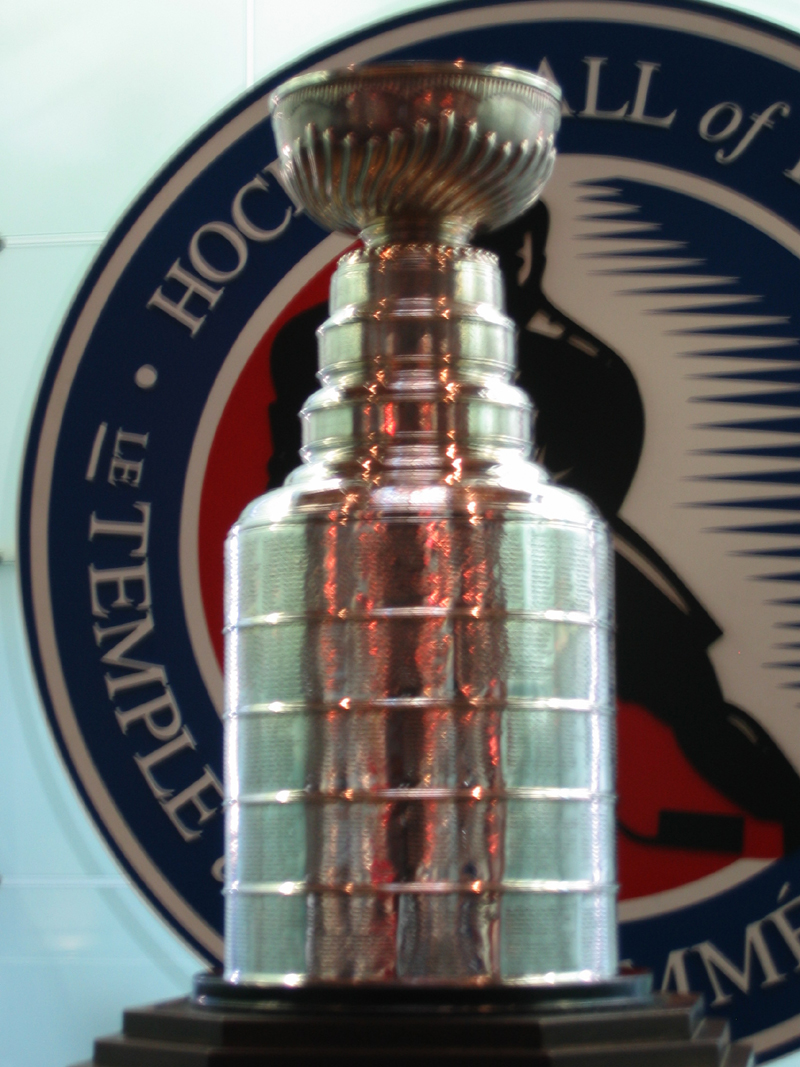
Il trofeo della Stanley Cup

Al termine della stagione regolare le migliori 16 squadre del campionato si sono qualificate per i playoff. I Detroit Red Wings si aggiudicarono il Presidents' Trophy avendo ottenuto il miglior record della lega con 115 punti. I campioni di ciascuna Division conservarono il proprio ranking per l'intera durata dei playoff, mentre le altre squadre furono ricollocate nella graduatoria dopo ciascun turno.

### Tabellone playoff
In ciascun turno la squadra con il ranking più alto si sfidò con quella dal posizionamento più basso, usufruendo anche del vantaggio del fattore campo. Nella finale di Stanley Cup il fattore campo fu determinato dai punti ottenuti in stagione regolare dalle due squadre. Ciascuna serie, al meglio delle sette gare, seguì il formato 2–2–1–1–1: la squadra migliore in stagione regolare avrebbe disputato in casa Gara-1 e 2, (se necessario anche Gara-5 e 7), mentre quella posizionata peggio avrebbe giocato nel proprio palazzetto Gara-3 e 4 (se necessario anche Gara-6).
|  | Quarti di finale Conference | Quarti di finale Conference                      | Quarti di finale Conference |   |                     | Semifinali Conference | Semifinali Conference | Semifinali Conference |                    |                    | Finali Conference   | Finali Conference  | Finali Conference  |  |  | Finale Stanley Cup | Finale Stanley Cup | Finale Stanley Cup |
|  |                             |                                                  |                             |   |                     |                       |                       |                       |                    |                    |                     |                    |                    |  |  |                    |                    |                    |
|  | 1                           | Montreal Canadiens                               | 4                           |   |                     | 1                     | Montreal Canadiens    | 1                     |                    |                    |                     |                    |                    |  |  |                    |                    |                    |
|  | 8                           | Boston Bruins                                    | 3                           |   |                     | 6                     | Philadelphia Flyers   | 4                     |                    |                    |                     |                    |                    |  |  |                    |                    |                    |
|  |                             |                                                  |                             |   |                     |                       |                       |                       |                    |                    |                     |                    |                    |  |  |                    |                    |                    |
|  | 2                           | Pittsburgh Penguins                              | 4                           |   |                     |                       |                       |                       | Eastern Conference | Eastern Conference | Eastern Conference  | Eastern Conference | Eastern Conference |  |  |                    |                    |                    |
|  | 2                           | Pittsburgh Penguins                              | 4                           |   |                     |                       |                       |                       | Eastern Conference | Eastern Conference | Eastern Conference  | Eastern Conference | Eastern Conference |  |  |                    |                    |                    |
|  | 7                           | Ottawa Senators                                  | 0                           |   |                     |                       |                       |                       |                    |                    |                     |                    |                    |  |  |                    |                    |                    |
|  | 7                           | Ottawa Senators                                  | 0                           |   |                     |                       |                       |                       |                    | 6                  | Philadelphia Flyers | 1                  |                    |  |  |                    |                    |                    |
|  |                             |                                                  |                             |   |                     |                       |                       |                       |                    | 6                  | Philadelphia Flyers | 1                  |                    |  |  |                    |                    |                    |
|  |                             | 2                                                | Pittsburgh Penguins         | 4 |                     |                       |                       |                       |                    |                    |                     |                    |                    |  |  |                    |                    |                    |
|  | 3                           | 2                                                | Pittsburgh Penguins         | 4 | Washington Capitals | 3                     |                       |                       |                    |                    |                     |                    |                    |  |  |                    |                    |                    |
|  | 3                           |                                                  |                             |   | Washington Capitals | 3                     |                       |                       |                    |                    |                     |                    |                    |  |  |                    |                    |                    |
|  | 6                           | Philadelphia Flyers                              | 4                           |   |                     |                       |                       |                       |                    |                    |                     |                    |                    |  |  |                    |                    |                    |
|  | 6                           | Philadelphia Flyers                              | 4                           |   |                     |                       |                       |                       |                    |                    |                     |                    |                    |  |  |                    |                    |                    |
|  |                             |                                                  |                             |   |                     |                       |                       |                       |                    |                    |                     |                    |                    |  |  |                    |                    |                    |
|  |                             |                                                  |                             |   |                     |                       |                       |                       |                    |                    |                     |                    |                    |  |  |                    |                    |                    |
|  | 4                           | New Jersey Devils                                | 1                           |   | 2                   | Pittsburgh Penguins   | 4                     |                       |                    |                    |                     |                    |                    |  |  |                    |                    |                    |
|  | 4                           | New Jersey Devils                                | 1                           |   | 2                   | Pittsburgh Penguins   | 4                     |                       |                    |                    |                     |                    |                    |  |  |                    |                    |                    |
|  | 5                           | New York Rangers                                 | 4                           |   |                     | 5                     | New York Rangers      | 1                     |                    |                    |                     |                    |                    |  |  |                    |                    |                    |
|  | 5                           | New York Rangers                                 | 4                           |   |                     |                       |                       |                       |                    | E2                 | Pittsburgh Penguins | 2                  |                    |  |  |                    |                    |                    |
|  |                             | (Accoppiamenti ristabiliti dopo il primo turno.) |                             |   |                     |                       |                       |                       |                    | E2                 | Pittsburgh Penguins | 2                  |                    |  |  |                    |                    |                    |
|  |                             | W1                                               | Detroit Red Wings           | 4 |                     |                       |                       |                       |                    |                    |                     |                    |                    |  |  |                    |                    |                    |
|  | 1                           | W1                                               | Detroit Red Wings           | 4 | Detroit Red Wings   | 4                     |                       |                       | 1                  | Detroit Red Wings  | 4                   |                    |                    |  |  |                    |                    |                    |
|  | 1                           |                                                  |                             |   | Detroit Red Wings   | 4                     |                       |                       | 1                  | Detroit Red Wings  | 4                   |                    |                    |  |  |                    |                    |                    |
|  | 8                           | Nashville Predators                              | 2                           |   |                     | 6                     | Colorado Avalanche    | 0                     |                    |                    |                     |                    |                    |  |  |                    |                    |                    |
|  | 8                           | Nashville Predators                              | 2                           |   |                     | 6                     | Colorado Avalanche    | 0                     |                    |                    |                     |                    |                    |  |  |                    |                    |                    |
|  |                             |                                                  |                             |   |                     |                       |                       |                       |                    |                    |                     |                    |                    |  |  |                    |                    |                    |
|  | 2                           | San Jose Sharks                                  | 4                           |   |                     |                       |                       |                       |                    |                    |                     |                    |                    |  |  |                    |                    |                    |
|  | 2                           | San Jose Sharks                                  | 4                           |   |                     |                       |                       |                       |                    |                    |                     |                    |                    |  |  |                    |                    |                    |
|  | 7                           | Calgary Flames                                   | 3                           |   |                     |                       |                       |                       |                    |                    |                     |                    |                    |  |  |                    |                    |                    |
|  | 7                           | Calgary Flames                                   | 3                           |   |                     |                       |                       |                       | 1                  | Detroit Red Wings  | 4                   |                    |                    |  |  |                    |                    |                    |
|  |                             |                                                  |                             |   |                     |                       |                       |                       | 1                  | Detroit Red Wings  | 4                   |                    |                    |  |  |                    |                    |                    |
|  |                             | 5                                                | Dallas Stars                | 2 |                     |                       |                       |                       |                    |                    |                     |                    |                    |  |  |                    |                    |                    |
|  | 3                           | 5                                                | Dallas Stars                | 2 | Minnesota Wild      | 2                     |                       |                       |                    |                    |                     |                    |                    |  |  |                    |                    |                    |
|  | 3                           |                                                  |                             |   | Minnesota Wild      | 2                     |                       |                       |                    |                    |                     |                    |                    |  |  |                    |                    |                    |
|  | 6                           | Colorado Avalanche                               | 4                           |   |                     |                       |                       |                       |                    |                    | Western Conference  | Western Conference | Western Conference |  |  |                    |                    |                    |
|  | 6                           | Colorado Avalanche                               | 4                           |   |                     |                       |                       |                       |                    |                    | Western Conference  | Western Conference | Western Conference |  |  |                    |                    |                    |
|  |                             |                                                  |                             |   |                     |                       |                       |                       |                    |                    |                     |                    |                    |  |  |                    |                    |                    |
|  | 4                           | Anaheim Ducks                                    | 2                           |   | 2                   | San Jose Sharks       | 2                     |                       |                    |                    |                     |                    |                    |  |  |                    |                    |                    |
|  | 4                           | Anaheim Ducks                                    | 2                           |   | 2                   | San Jose Sharks       | 2                     |                       |                    |                    |                     |                    |                    |  |  |                    |                    |                    |
|  | 5                           | Dallas Stars                                     | 4                           |   |                     | 5                     | Dallas Stars          | 4                     |                    |                    |                     |                    |                    |  |  |                    |                    |                    |

### Stanley Cup
La finale della Stanley Cup 2008 è stata una serie al meglio delle sette gare che ha determinato il campione della National Hockey League per la stagione 2007-08. I Detroit Red Wings hanno sconfitto i Pittsburgh Penguins in sei partite e si sono aggiudicati la Stanley Cup per l'undicesima volta della loro storia, secondi soltanto ai Montreal Canadiens e ai Toronto Maple Leafs.

## Premi NHL

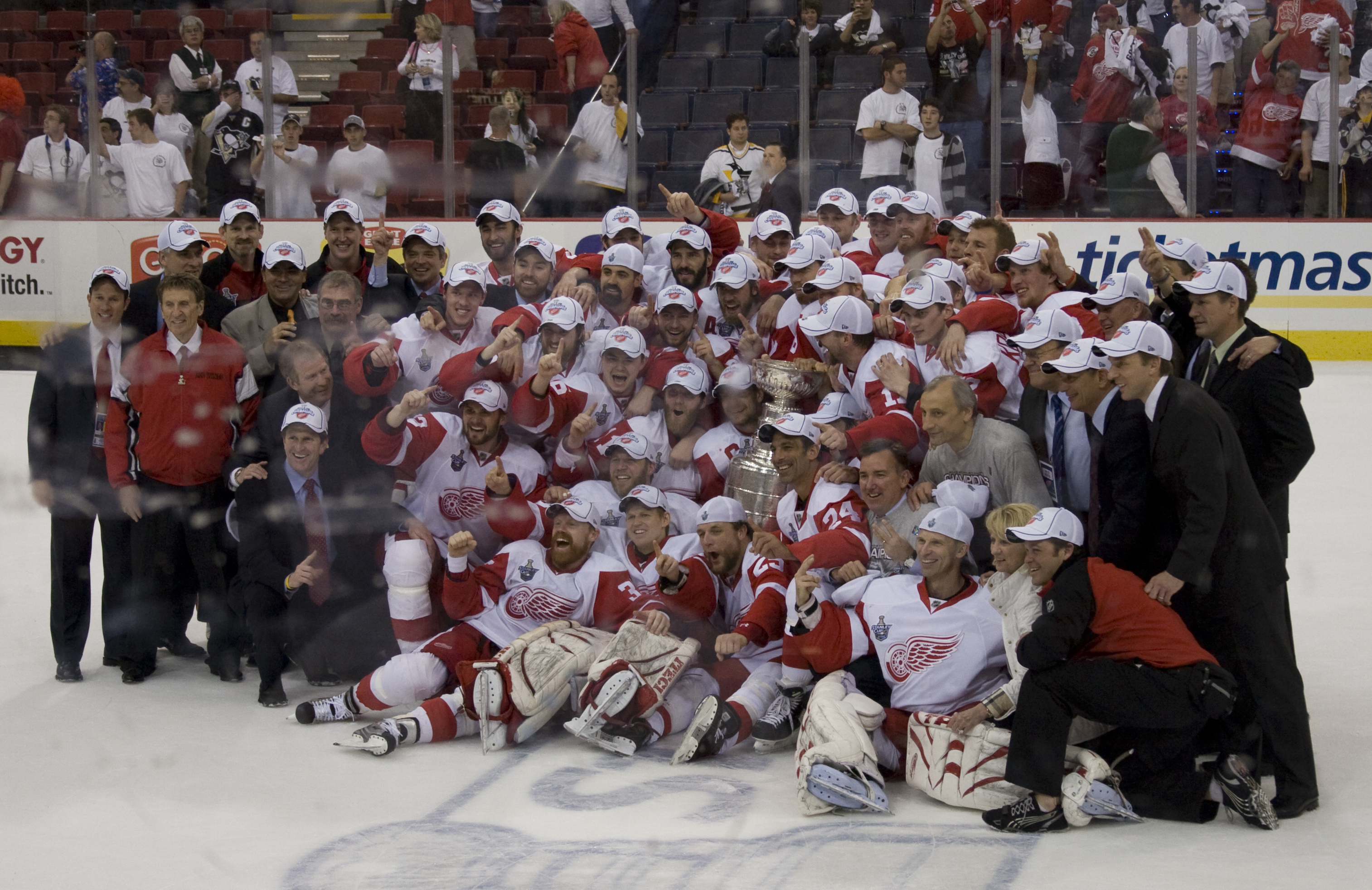
Foto di gruppo dei Detroit Red Wings dopo il successo della Stanley Cup.

### Riconoscimenti
- Stanley Cup: Detroit Red Wings
- Presidents' Trophy: Detroit Red Wings
- Prince of Wales Trophy: Pittsburgh Penguins
- Clarence S. Campbell Bowl: Detroit Red Wings
- Art Ross Trophy: Aleksandr Ovečkin (Washington Capitals)
- Bill Masterton Memorial Trophy: Jason Blake (Toronto Maple Leafs)
- Calder Memorial Trophy: Patrick Kane (Chicago Blackhawks)
- Conn Smythe Trophy: Henrik Zetterberg (Detroit Red Wings)
- Frank J. Selke Trophy: Pavel Dacjuk (Detroit Red Wings)
- Hart Memorial Trophy: Aleksandr Ovečkin (Washington Capitals)
- Jack Adams Award: Bruce Boudreau (Washington Capitals)
- James Norris Memorial Trophy: Nicklas Lidström (Detroit Red Wings)
- King Clancy Memorial Trophy: Vincent Lecavalier (Tampa Bay Lightning)
- Lady Byng Memorial Trophy: Pavel Dacjuk (Detroit Red Wings)
- Lester B. Pearson Award: Aleksandr Ovečkin (Washington Capitals)
- Lester Patrick Trophy: Brian Burke, Phil Housley, Ted Lindsay, Bob Naegele Jr.
- Mark Messier Leadership Award: Mats Sundin (Toronto Maple Leafs)
- Maurice Richard Trophy: Aleksandr Ovečkin (Washington Capitals)
- NHL Foundation Player Award: Trevor Linden (Vancouver Canucks) e Vincent Lecavalier (Tampa Bay Lightning)
- NHL Plus/Minus Award: Pavel Dacjuk (Detroit Red Wings)
- Vezina Trophy: Martin Brodeur (New Jersey Devils)
- William M. Jennings Trophy: Dominik Hašek  e Chris Osgood (Detroit Red Wings)
- NHL Lifetime Achievement Award: Gordie Howe

### NHL All-Star Team
First All-Star Team
- Attaccanti: Aleksandr Ovečkin • Evgenij Malkin • Jarome Iginla
- Difensori: Nicklas Lidström • Dion Phaneuf
- Portiere: Evgenij Nabokov

Second All-Star Team
- Attaccanti: Henrik Zetterberg • Joe Thornton • Aleksej Kovalёv
- Difensori: Brian Campbell • Zdeno Chára
- Portiere: Martin Brodeur

NHL All-Rookie Team
- Attaccanti: Nicklas Bäckström • Patrick Kane • Jonathan Toews
- Difensori: Tobias Enström • Tom Gilbert
- Portiere: Carey Price